# Catenanuova
Catenanuova es una localidad italiana de la provincia de  Enna, región de Sicilia, con 5.000 habitantes.
El 10 de agosto de 1999 registró una temperatura de 48.5 C, la temperatura más alta jamás registrada en Europa.

## Evolución demográfica
| Gráfica de evolución demográfica de Catenanuova entre 1861 y 2001 |
|                                                                   |
| Fuente ISTAT - Elaboración gráfica por parte de Wikipedia         |